# قیاقتی
قیاقتی (قزاقی: Қияқты) یک دریاچه در استان قراغندی کشور قزاقستان است.